# Heubachwiesen (BOR)
Das Naturschutzgebiet Heubachwiesen (BOR) liegt auf dem Gebiet der Gemeinde Reken im Kreis Borken in Nordrhein-Westfalen.
Das aus vier Teilflächen bestehende Gebiet erstreckt sich nördlich, nordöstlich und östlich des Kernortes Reken. Die Bundesstraße 67 und die Landesstraße 608 durchqueren das Gebiet, die Bundesautobahn 31 verläuft westlich.
Das Naturschutzgebiet ist Teil des EU-Vogelschutzgebiets „Heubachniederung, Lavesumer Bruch und Borkenberge“.

## Bedeutung
Für Reken ist seit 1982 ein 468,31 Hektar großes Gebiet unter der Kenn-Nummer BOR-032 als Naturschutzgebiet ausgewiesen. Das Gebiet wurde unter Schutz gestellt zur Erhaltung, Entwicklung und Wiederherstellung von Lebensgemeinschaften oder Lebensstätten, von seltenen zum Teil stark gefährdeten landschaftsraumtypischen Pflanzen- und Tierarten insbesondere von Wat- und Wiesenvögeln, Gänsen, Amphibien und Wirbellosen sowie von seltenen, zum Teil gefährdeten Pflanzengesellschaften des offenen Wassers und des feuchten Grünlandes.